# Ilja Reznik

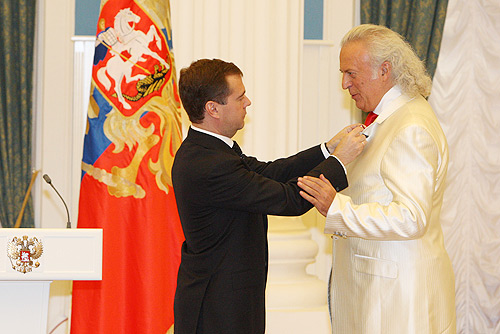
Ilja Reznik dekoreras av president Dmitrij Medvedev 2008.

Ilja Rahmielevitj Reznik (ryska: Илья Рахмиэлевич Резник), född 4 april 1938 i Leningrad (idag Sankt Petersburg), är en rysk poet och sångtextförfattare. Han tilldelades 2003 hederstiteln Folkets artist i Ryssland.
Han påbörjade sina studier 1958 vid Leningrads statliga institut för teater, musik och film (idag: Sankt Petersburgs statliga akademi för teaterkonst). Från 1965 till 1972 arbetade han vid Komissarzjevskaja-teatern (idag: Akademiska dramatiska teatern, uppkallad efter Vera Komissarzjevskaja, Sankt Petersburg), men skrev också sångtexter, vilket med tiden kom att dominera. För en sångtext (Яблони в цвету, Blommande äppelträd) erhöll han en guldmedalj 1975 i Bratislava. Han har även skrivit librettot (och Jurij Sjerling musiken) till en opera (Черная уздечка – белой кобылице, Svarta seldon – vit häst) som 1978 sattes upp på judiska kammarmusikteatern (Камерный еврейский музыкальный театр).
Mest känd är han för sina sångtexter till melodier av Alexander Zhurbin, Vladimir Feltsman, Raimonds Pauls och andra kompositörer, framförda av artister som Sofia Rotaru, Tamara Gverdciteli, Laima Vaikule, Alexander Gradsky, Jevgenij Martynov, Irina Ponarovskaja, Alla Pugatjova och många andra. Med Alla Pugatjova har han arbetat sedan 1979 och gör det fortfarande.
2007-2008 var han jurymedlem i ryska TV-showen "Två stjärnor".

## Utmärkelser
- 4 april 1998 - Hedersmedalj för kulturellt arbete
- 4 juli 2000 - Hedersartist i Ryssland (Заслуженный деятель искусств Российской Федерации)
- 22 februari 2003 - Folkets artist i Ryssland
- 29 mars 2008 - Medalj av 4:e graden "För insats för fosterlandet" (За заслуги перед Отечеством).